# Mentzelia
Mentzelia ist eine Pflanzengattung innerhalb der Familie der Blumennesselgewächse (Loasaceae). Die etwa 95 Arten sind in der Neuen Welt weitverbreitet.

## Beschreibung

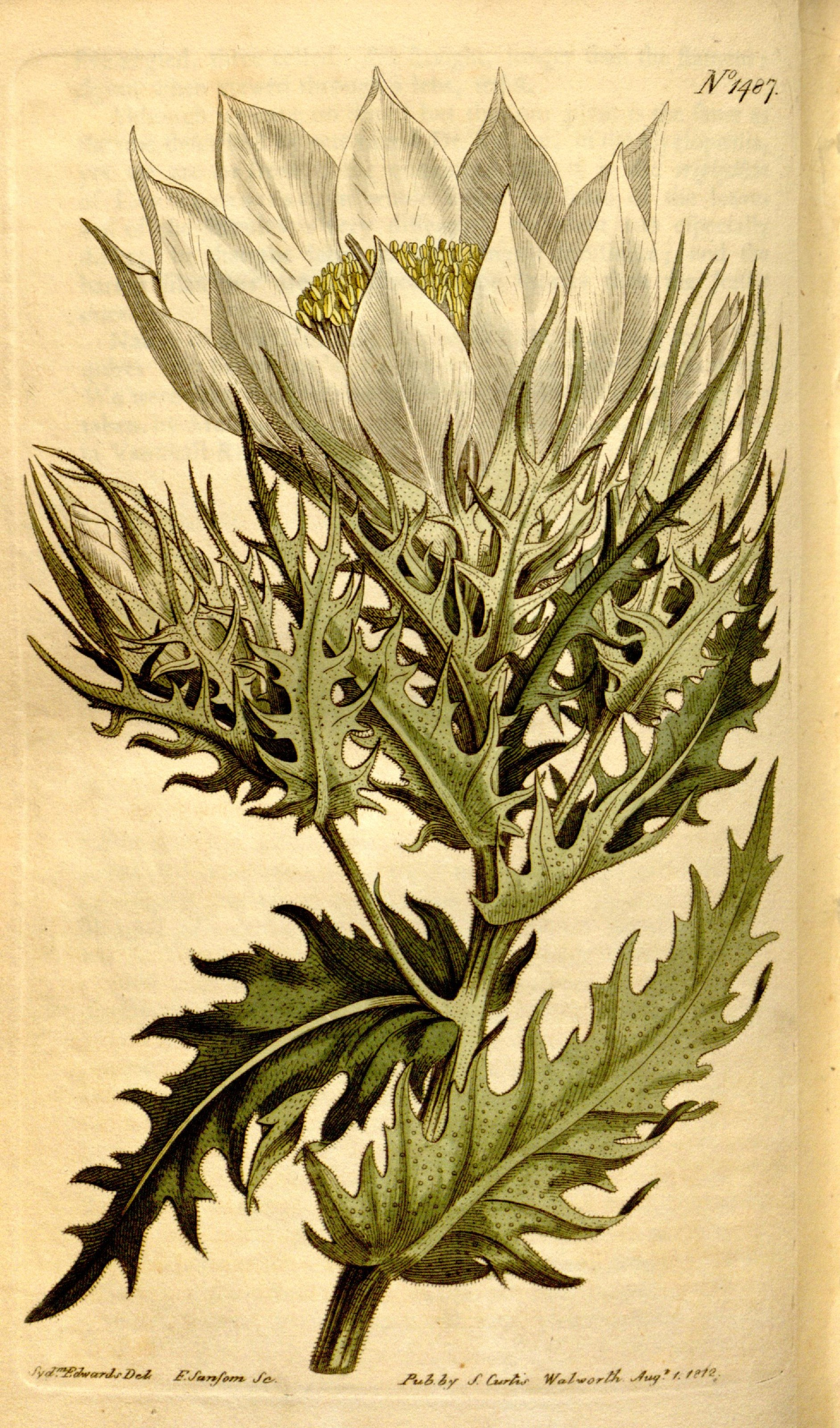
Illustration aus Curtis’s botanical magazine, Tafel 1487 der Zehnblättrigen Mentzelie (Mentzelia decapetala)

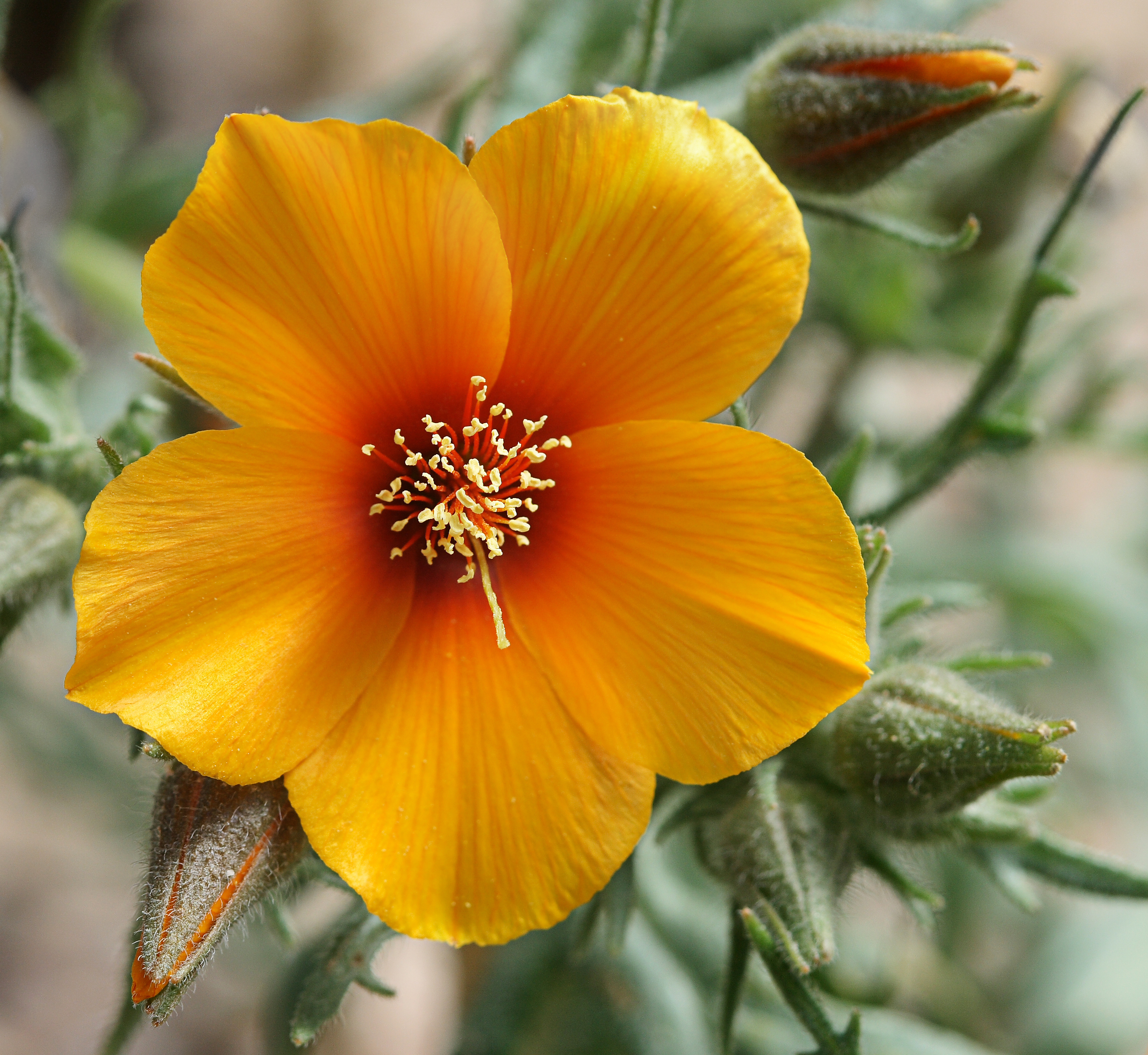
Radiärsymmetrische Blüte im Detail von Mentzelia pectinata

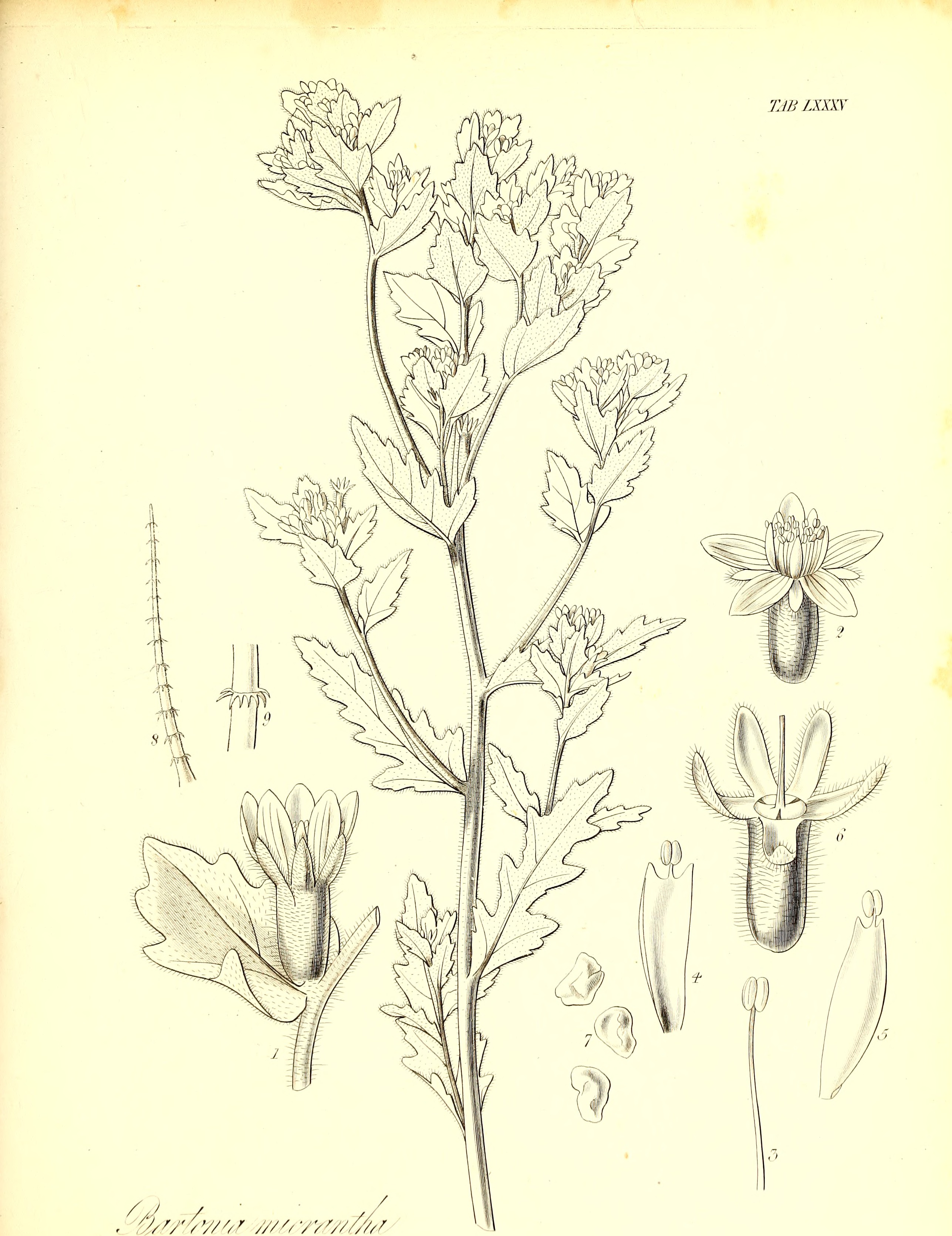
Illustration aus The botany of Captain Beechey’s voyage; comprising an acount of the plants collected by Messrs. Lay and Collie, and other officers of the expedition, during the voyage to the Pacific and Behring’s von Mentzelia micrantha

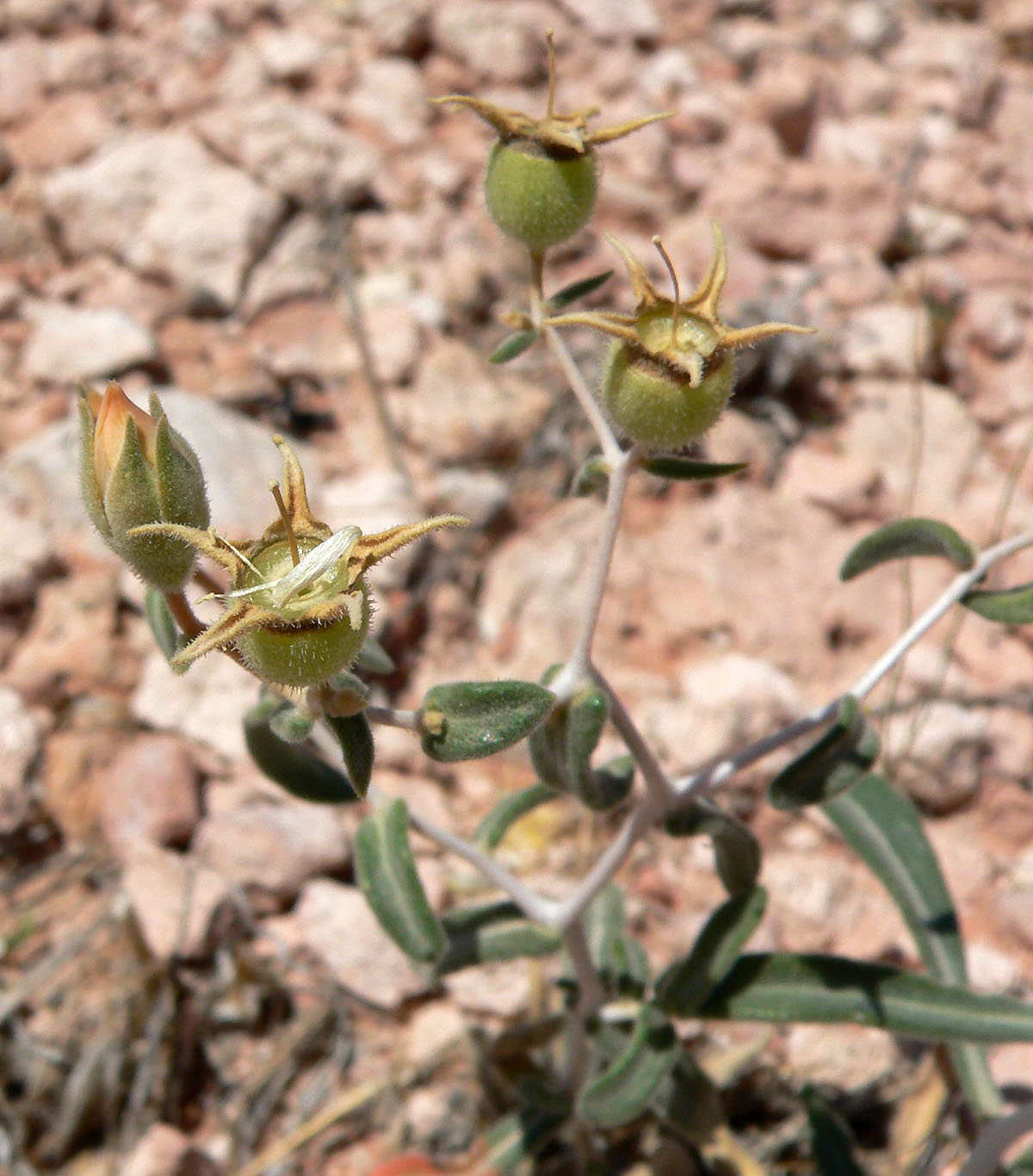
Junge Früchte mit haltbarem Kelch und Griffel von Mentzelia polita

### Vegetative Merkmale
Bei Mentzelia-Arten handelt es sich um ein- bis zweijährige oder ausdauernde krautige Pflanzen, Halbsträucher, Sträucher oder kleine Bäume. Die oberirdischen Pflanzenteile sind mit rauen, nicht aber nesselnden oder stechenden Haaren besetzt. Es wird eine starke Pfahlwurzel gebildet.
Die unteren Laubblätter sind gegenständig, die oberen wechselständig. Die Laubblätter sind meist in Blattstiel und -spreite gegliedert. Die spitzen bis zugespitzten Blattspreiten sind eiförmig bis dreieckig oder elliptisch bis lanzettlich, gelegentlich leierförmig oder verkehrt-eiförmig bis spatelförmig, der Rand ist gesägt, gezähnt oder gekerbt bis manchmal stachelspitzig, seltener ganz, oft jedoch gelappt. Nebenblätter fehlen.

### Generative Merkmale
Die endständigen Blütenstände sind komplex, basiton und thyrsenähnlich, gelegentlich mit langem, abschließenden Monochasium oder die Blüten erscheinen einzeln. Unter jeder Blüte stehen zwei frondose Vorblätter.
Die zwittrigen Blüten sind radiärsymmetrisch und meist fünfzählig mit doppelter Blütenhülle. Es ist ein Blütenbecher vorhanden. Die fünf Kelchblätter sind oft haltbar. Die fünf Kronblätter sind weiß, gelb oder orangefarben. Bei manchen Arten erscheint es so als ob zehn Kronblätter vorhanden sind, aber bei den zusätzlich fünf handelt sich es um fünf kronblattähnliche Staminodien. Es sind zahlreiche, selten nur zehn Staubblätter vorhanden. Die Staubfäden sind von gleicher bis stark ungleicher Größe, die äußeren Staubfäden sind gelegentlich verbreitert oder am oberen Ende gegabelt. Selten kommen petaloide Staminodien vor. Drei Fruchtblätter sind zu einem unterständigen, einkammerigen Fruchtknoten verwachsen. Im Fruchtknoten befinden sich mit parietaler Plazentation viele Samenanlagen. Die drei fadenförmigen Griffel sind auf fast ihrer gesamten Länge verwachsen. Die geteilte Narbe ist klein. Es sind Nektarien vorhanden oder auch nicht.
Die ungestielten oder gestielten Kapselfrüchte öffnet sich mit drei bis sieben Klappen am oberen Ende der Frucht und enthalten wenige bis viele Samen. Auf der Kapselfrucht befindet sich oft der haltbare Kelch und der Griffel. Die Samen sind eckig oder seitlich abgeflacht bzw. teils geflügelt.

### Chromosomensätze
Die Chromosomengrundzahlen betragen x = 9, 10 oder 11. Es wurden Chromosomenzahl von 2n = 14, 18, 22, 27 oder 36 ermittelt.

## Standorte
Die Mentzelia-Arten besiedeln zumeist Wüsten und Halbwüsten, einige Arten finden sich jedoch auch in Grasland und Regenwäldern.

## Systematik und Verbreitung

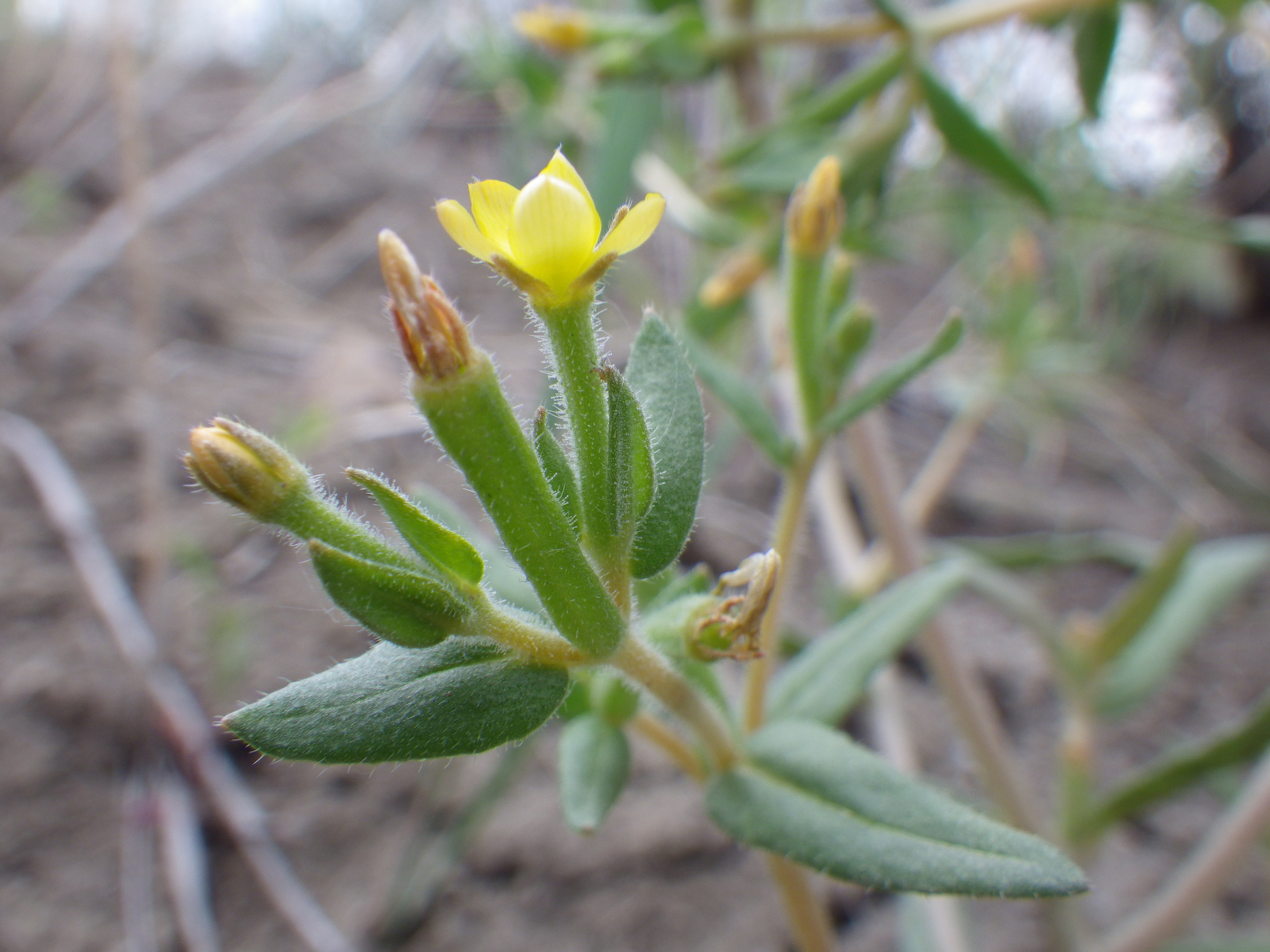
Blütenstand von Mentzelia dispersa, mit Blüte von der Seite, gut zu erkennen ist der unterständige Fruchtknoten

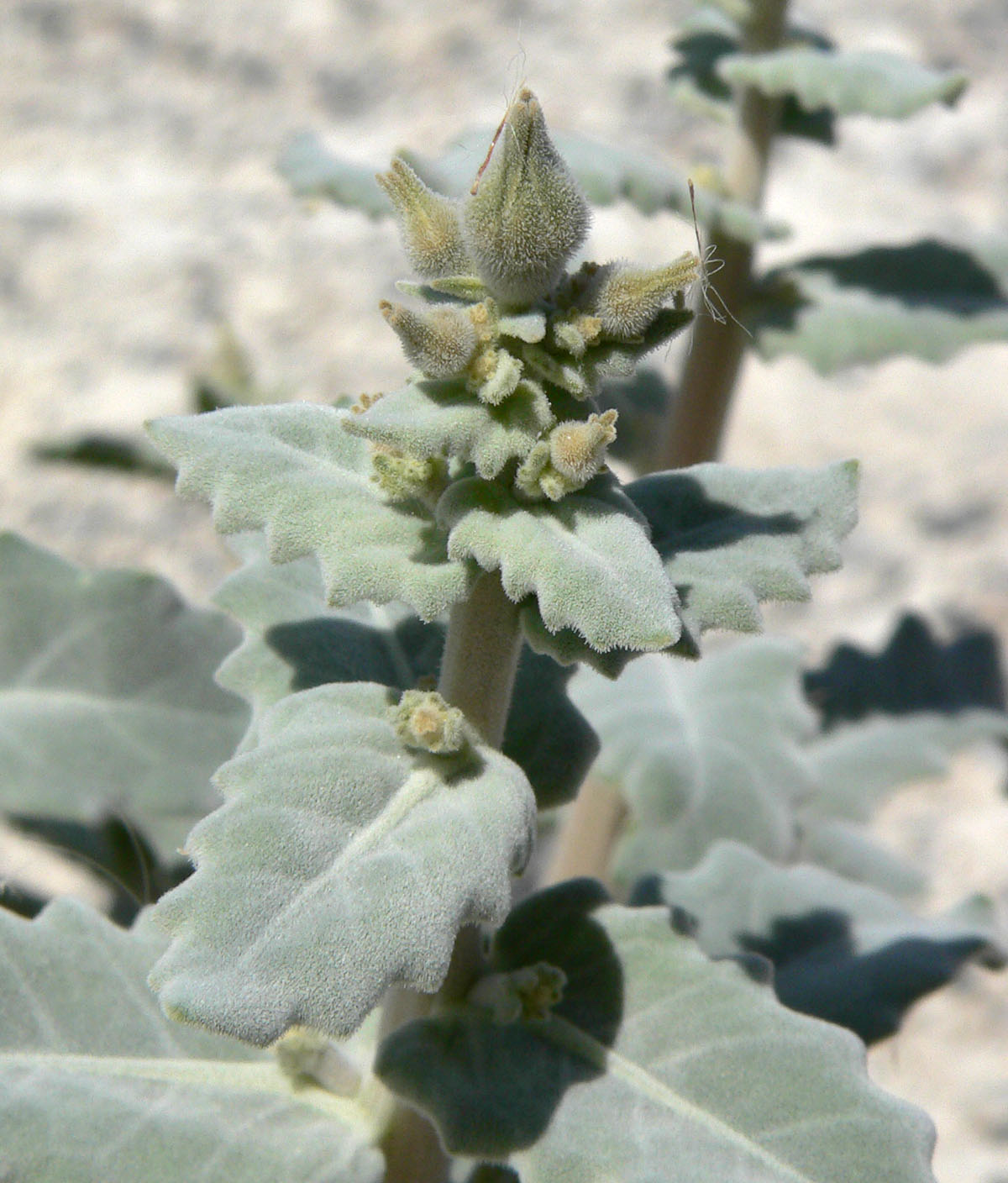
Habitus, Laubblätter und Blütenknospen von Mentzelia leucophylla

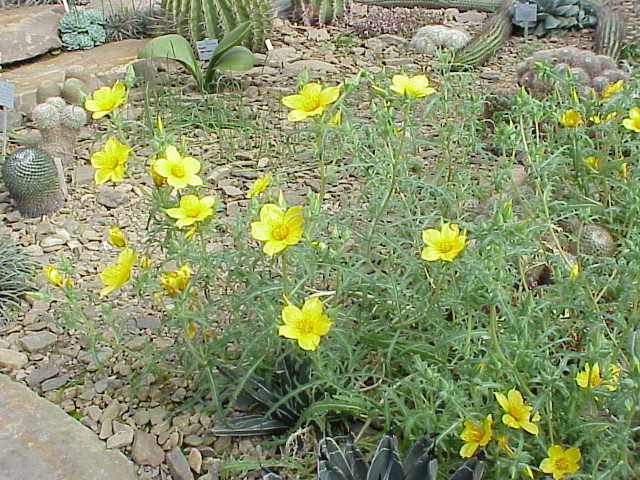
Lindley-Mentzelie (Mentzelia lindleyi)

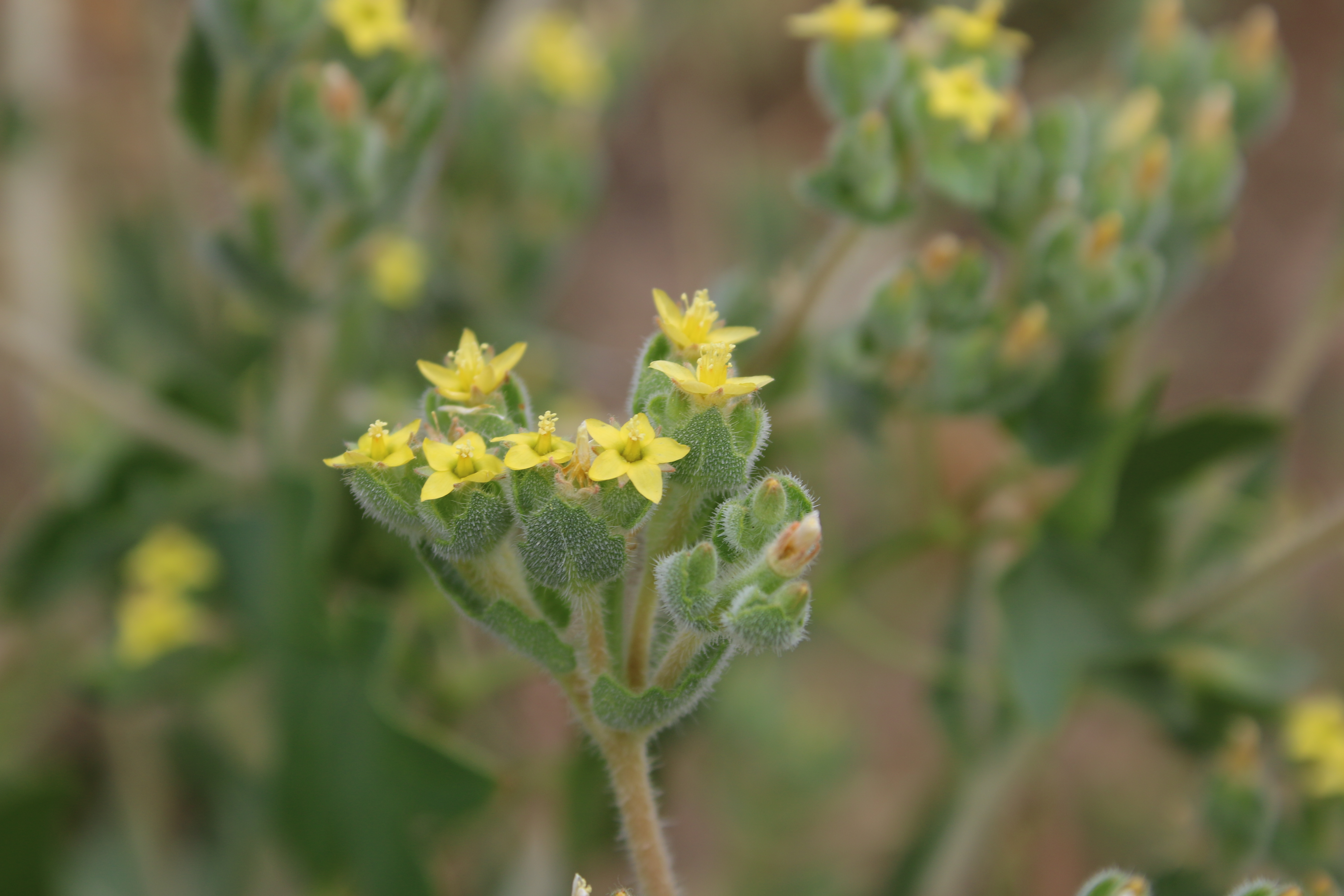
Blütenstand von Mentzelia micrantha

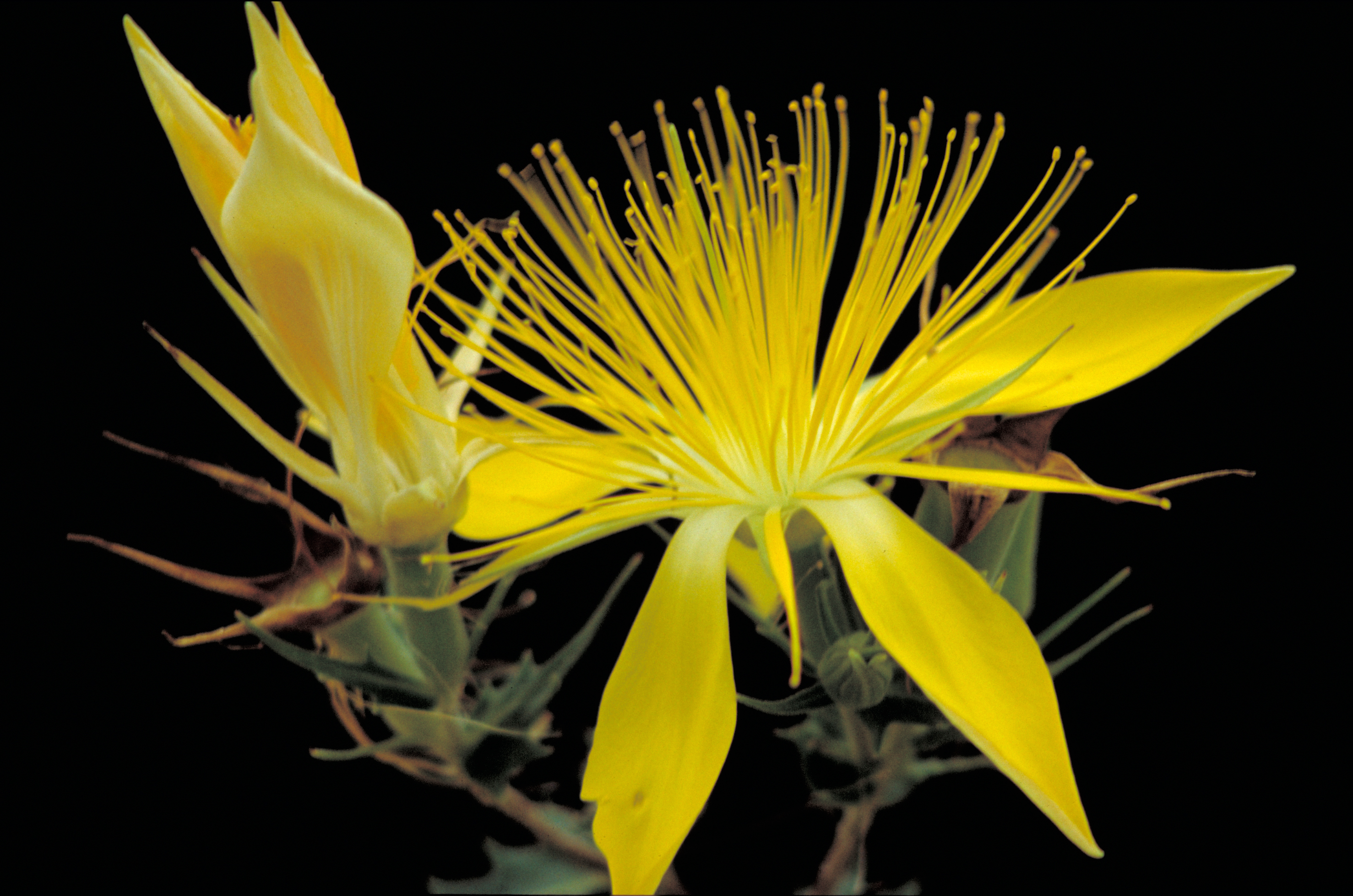
Radiärsymmetrische Blüte im Detail von Mentzelia multiflora

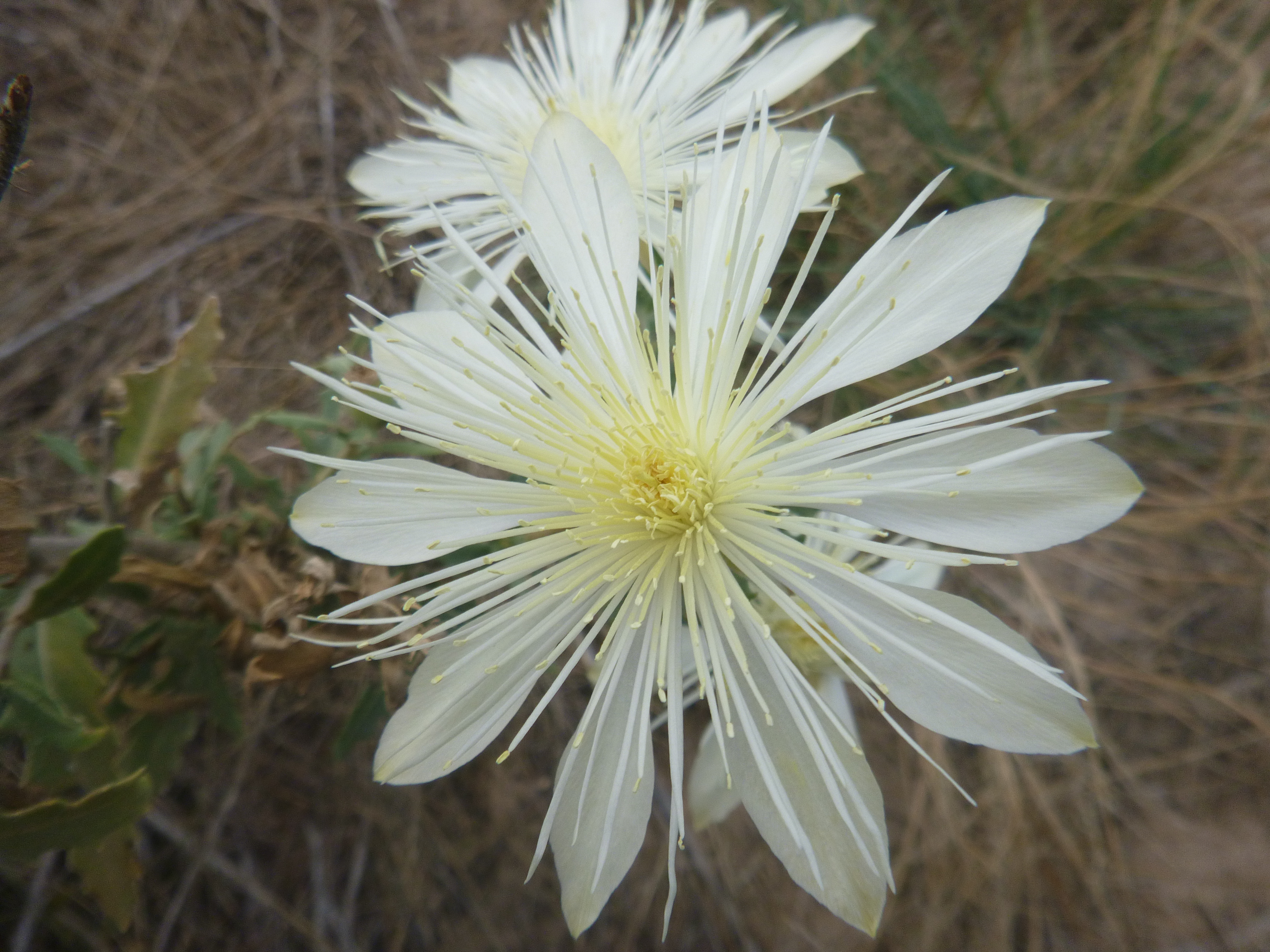
Radiärsymmetrische Blüte im Detail von Mentzelia nuda

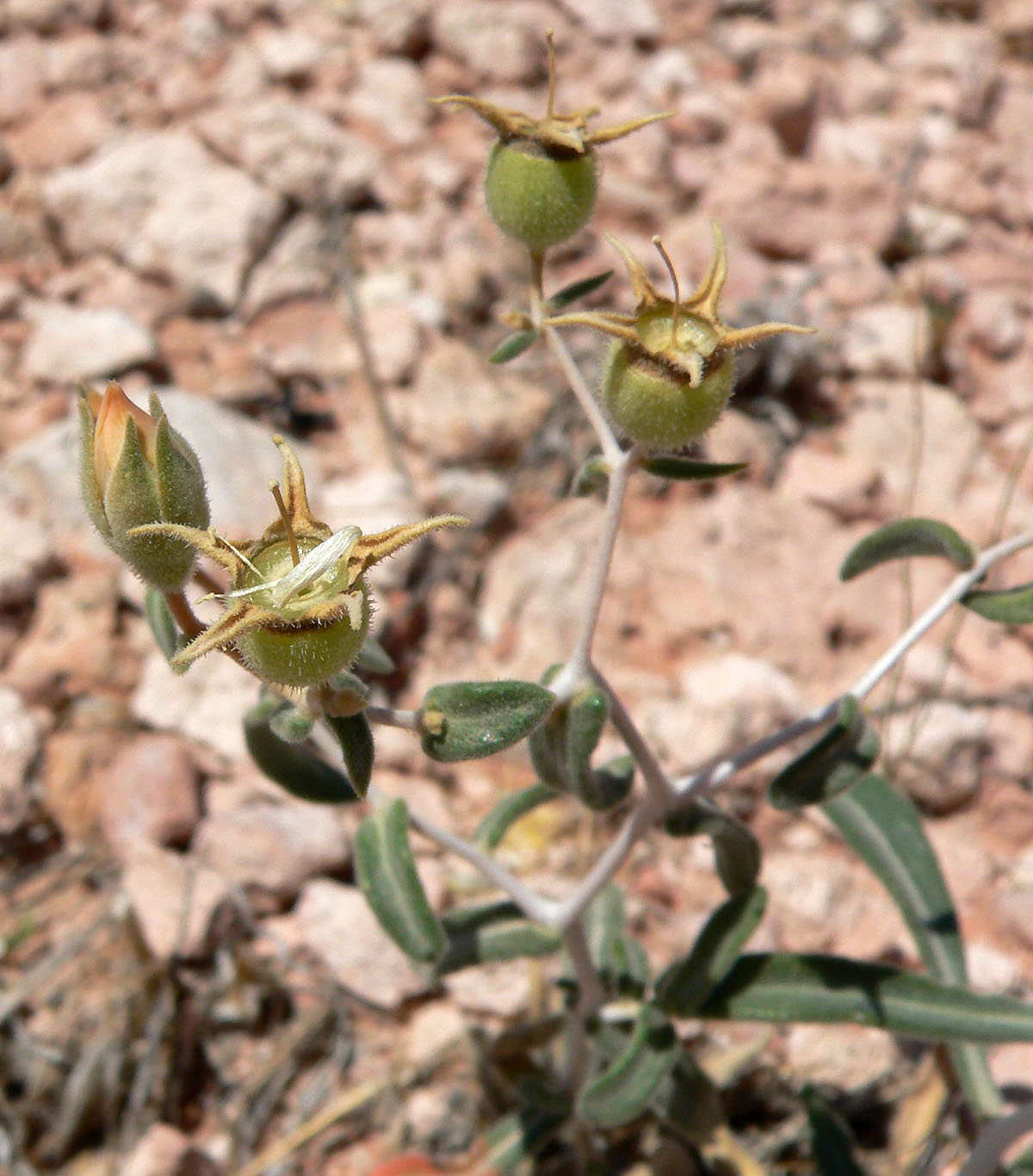
Junge Früchte mit haltbarem Kelch und Griffel von Mentzelia polita

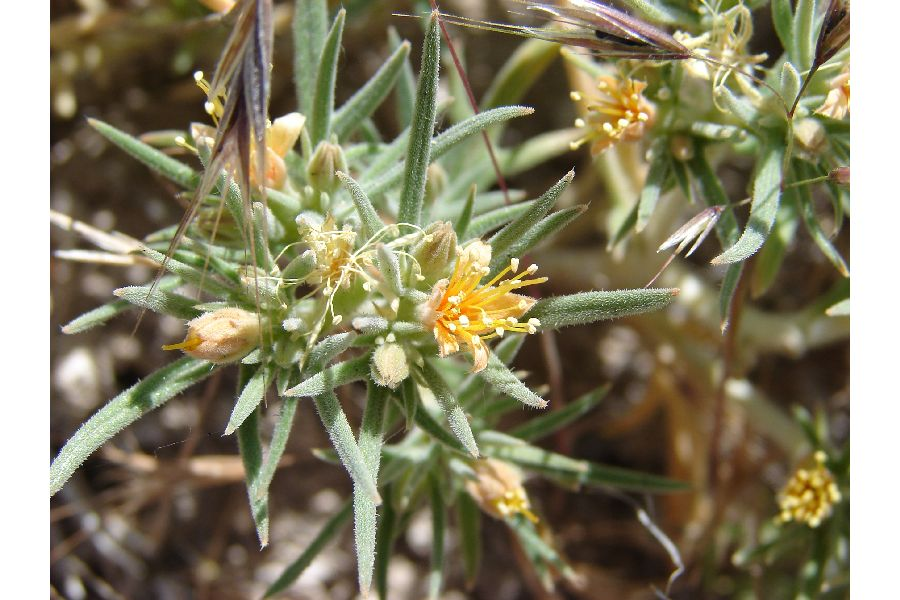
Blütenstand von Mentzelia torreyi

Die Gattung Mentzelia wurde 1753 durch Carl von Linné Species Plantarum, Tomus I, Seite 516 aufgestellt. Typusart ist Mentzelia aspera L. Der wissenschaftliche Gattungsname Mentzelia ehrt den deutschen Arzt und Botaniker Christian Mentzel (1622–1701). Synonyme für Mentzelia L. sind: Acrolasia C.Presl, Bartonia Pursh ex Sims, Bicuspidaria (S.Watson) Rydb., Chrysostoma Lilja, Creolobus Lilja, Nuttallia Raf., Trachyphytum Nutt.
Die Gattung Mentzelia gehört zur Unterfamilie Mentzelioideae  innerhalb der Familie Loasaceae.
Die Gattung Mentzelia ist von Kanada über die USA, Mexiko sowie Zentralamerika bis Argentinien verbreitet und strahlt aus bis auf die Galapagos-Inseln und die Karibischen Inseln. Mannigfaltigkeitszentrum ist Mexiko und die südwestlichen USA.
Die Gattung Mentzelia wird in sechs Sektionen gegliedert:
- Mentzelia sect. Bartonia (Torr. & A.Gray) Benth. & Hook. f.
- Mentzelia sect. Bicuspidaria S.Watson
- Mentzelia sect. Dendromentzelia Urban & Gilg
- Mentzelia sect. Mentzelia
- Mentzelia sect. Micromentzelia Urban & Gilg
- Mentzelia sect. Trachyphytum (Torr. & A.Gray) Benth. & Hook. f.

Zur Gattung Mentzelia gehören etwa 95 Arten (Auswahl):
- Mentzelia affinis Greene: Sie gedeiht in Höhenlagen von 0 bis 1200 Metern in US-Bundesstaaten Arizona sowie Kalifornien und im mexikanischen Bundesstaat Sonora vor.[3]
- Mentzelia albescens (Gillies ex Arn.) Benth. & Hook. ex Griseb. (Syn.: Mentzelia wrightii A.Gray): Sie ist von den US-Bundesstaaten Kansas, Missouri, Oklahoma, Texas sowie Colorado bis Mexiko (nur Chihuahua) und in Uruguay (nur Soriano), Argentinien sowie Chile verbreitet.[6][3]
- Mentzelia albicaulis (Douglas) Douglas ex Torr. & A.Gray: Sie ist in Nordamerika von den kanadischen Provinzen Saskatchewan sowie südliches British Columbia über die Vereinigten Staaten bis zum mexikanischen Bundesstaat Baja Norte verbreitet.[6][3]
- Mentzelia angurate Weigend
- Mentzelia argillicola N.H.Holmgren & P.K.Holmgren: Sie wurde 2002 erstbeschrieben. Sie wurde bisher nur im Lincoln County in Nevada gefunden. Diese seltene Art gedeiht in Höhenlagen von 1400 bis 1900 Metern.[3]
- Mentzelia argillosa J.Darlington: Dieser Endemit gedeiht nur in der Arapien Shale Formation in Höhenlagen von 1600 bis 1900 Metern im Sevier County sowie Sanpete County in Utah.[3]
- Mentzelia aspera L. (Syn.: Mentzelia pedicellata C.Presl, Mentzelia stipitata Sessé & Moc. ex DC., Mentzelia triloba Ruiz & Pav. ex E.A.López): Sie ist von Arizona über Mexiko, Zentral- bis Südamerika und auf Karibischen Inseln weitverbreitet.[6][3]
- Mentzelia asperula Wooton & Standl.: Sie gedeiht in Höhenlagen von 0 bis 1800 Metern in den US-Bundesstaaten Arizona, New Mexico, Texas und im nördlichen und zentralen Mexiko vor.[3]
- Mentzelia candelariae H.J.Thomps. & Prigge: Sie wurde 1984 erstbeschrieben. Dieser Endemit kommt nur in Churchill County, Esmeralda County, Mineral County, Nye County sowie Pershing County in Nevada vor. Sie gedeiht in Höhenlagen von 1100 bis 2000 Metern.[3]
- Mentzelia canyonensis J.J.Schenk, W.C.Hodgson & L.Hufford: Sie wurde 2013 erstbeschrieben.[3]
- Mentzelia chrysantha Engelmann: Sie kommt in Colorado vor.[3]
- Mentzelia collomiae Christy: Sie kommt in Arizona vor.[3]
- Mentzelia congesta Torr. & A.Gray: Sie kommt von den US-Bundesstaaten Oregon, Idaho, Utah, Nevada, Arizona sowie Kalifornien bis ins nördliche Mexiko verbreitet.[6]
- Mentzelia conzattii Greenm.: Sie kommt nur im mexikanischen Bundesstaat Oaxaca vor.[6]
- Mentzelia cronquistii H.J.Thomps. & Prigge: Sie kommt in  Arizona, Colorado, New Mexico und Utah vor.[3]
- Zehnblättrige Mentzelie (Mentzelia decapetala (Pursh ex Sims) Urb.): Sie kommt in Kanada und in den Vereinigten Staaten vor.[3]
- Mentzelia densa Greene: Sie kommt nur in Colorado vor.[6]
- Mentzelia desertorum (Davidson) H.J.Thomps. & J.E.Roberts: Sie kommt in Arizona, Kalifornien und in Mexiko (Baja California, Sonora) vor.[3]
- Mentzelia dispersa S.Watson: Sie kommt in British Columbia, in den Vereinigten Staaten und im nördlichen Mexiko vor.[6]
- Mentzelia eremophila (Jeps.) H.J.Thomps. & J.E.Roberts: Sie kommt nur in Kalifornien vor.[6]
- Mentzelia fendleriana Urb. & Gilg: Sie kommt in Kolumbien, Ecuador, Venezuela, Bolivien und Peru vor.[6]

- Mentzelia integra (M.E.Jones) Tidestr.: Sie kommt in Arizona, Nevada und Utah vor.[3]
- Mentzelia inyoensis H.J.Thomps. & Prigge: Sie kommt in Kalifornien und in Nevada in Höhenlagen zwischen 1400 und 2000 Metern vor.[3]
- Mentzelia isolata Gentry: Sie kommt in Arizona und in Mexiko vor.[3]
- Mentzelia laciniata (Rydb.) J.Darl.: Sie kommt nur in Colorado vor.[6]
- Glattstängelige Mentzelie (Mentzelia laevicaulis (Douglas) Torr. & A.Gray): Sie kommt in zwei Varietäten im westlichen Nordamerika vor.[3]
- Mentzelia leucophylla Brandegee: Sie kommt nur in Nevada vor.[6]
- Mentzelia lindheimeri Urb. & Gilg: Sie kommt nur in Texas vor.[3]
- Lindley-Mentzelie (Mentzelia lindleyi Torr. & A.Gray): Sie kommt in Kalifornien vor.[3]
- Mentzelia marginata (Osterh.) H.J.Thomps. & Prigge: Sie gedeiht in Höhenlagen von 1500 bis 2000 Metern nur in Colorado.[3]
- Mentzelia mexicana H.J.Thomps. & Zavort.: Sie kommt in Mexiko und in Texas vor.[3]
- Mentzelia micrantha (Hook. & Arn.) Torr. & A.Gray: Sie kommt von Kalifornien bis ins nördliche Mexiko vor.[6]
- Mentzelia mollis M.Peck: Sie kommt in Oregon, Idaho und Nevada vor.[6]
- Mentzelia multiflora (Nutt.) A.Gray: Sie kommt in den Vereinigten Staaten und im nördlichen Mexiko vor.[6]
- Mentzelia nitens Greene: Sie kommt in Kalifornien und in Nevada vor.[3]
- Mentzelia nuda (Pursh) Torr. & A.Gray: Sie kommt in den westlichen und in den zentralen Vereinigten Staaten vor.[6]
- Mentzelia oligosperma Nutt. ex Sims: Sie ist von den US-Bundesstaaten Missouri über Illinois bis Texas und westlich bis Wyoming sowie Arizona verbreitet und kommt in Mexiko vor.[1]
- Mentzelia oreophila J.Darl.: Sie kommt in Kalifornien und in Nevada vor.[3]
- Mentzelia pachyrhiza I.M.Johnst.: Sie kommt in Mexiko und in Texas vor.[3]
- Mentzelia packardiae Glad: Sie kommt in Oregon und in Nevada vor.[6]
- Mentzelia parvifolia Urb. & Gilg ex Kurtz (Syn.: Mentzelia grisebachii Urb. & Gilg)
- Mentzelia polita A.Nelson: Sie kommt in Kalifornien und in Nevada vor.[3]
- Mentzelia pterosperma Eastw.: Sie kommt in den US-Bundesstaaten Colorado, Utah, Nevada, Kalifornien und in Arizona vor.[6]
- Mentzelia pumila (Nutt.) Torr. & A.Gray: Sie kommt in den westlichen Vereinigten Staaten in New Mexico und im nördlichen Mexiko vor.[6]
- Mentzelia rhizomata Reveal: Sie kommt nur in Colorado vor.[6]
- Mentzelia rusbyi Wooton: Sie kommt in den US-Bundesstaaten Colorado, Wyoming, New Mexico, Arizona und Utah vor.[6]
- Mentzelia saxicola H.J.Thomps. & Zavort.: Sie kommt in Mexiko und in Texas vor.[3]
- Mentzelia scabra Kunth (Syn.: Mentzelia fulva Ruiz & Pav. ex A.López): Die etwa sechs Unterarten kommen in Südamerika vor:
  - Mentzelia scabra subsp. atacamensis (Urb. & Gilg) Weigend
  - Mentzelia scabra subsp. boliviana Weigend
  - Mentzelia scabra subsp. chilensis (Gay) Weigend (Syn.: Mentzelia ignea (Phil.) Urb. & Gilg)
  - Mentzelia scabra subsp. cordobensis (Urb. & Gilg ex Kurtz) Weigend
  - Mentzelia scabra subsp. grandiflora (Ruiz & Pav. ex G.Don) Weigend (Syn.: Mentzelia cordifolia Dombey ex Urb. & Gilg): Sie kommt in Peru vor.[6]
  - Mentzelia scabra Kunth subsp. scabra
- Mentzelia strictissima (Wooton & Standl.) J.Darl.: Sie kommt in New Mexico und in Texas vor.[6]
- Mentzelia torreyi A.Gray: Sie kommt in den US-Bundesstaaten Oregon, Idaho, Nevada und Kalifornien vor.[6]

## Nachweise